# Яыз, Озге
Озге́ Ягы́з (тур. Özge Yağız; род. 26 сентября 1997, Стамбул) — турецкая актриса

 кино, телевидения и озвучивания.

## Биография и карьера
Озге Ягыз родилась 26 сентября 1997 года в Стамбуле (Турция). У неё есть сестра — Эзги Ягыз-Актюрк. Ягыз окончила Башкентский университет, в котором изучала коммуникационные науки, и брала уроки актёрского мастерства в No10Studies. Её профессия, помимо актёрского мастерства, — диетолог.
Ягыз начала актёрскую карьеру в 2018 году, сыграв роль Зелихи в третьем сезоне телесериала «Ты назови». С 2019 по 2020 год она играла свою первую главную роль Рейхан Тархун в телесериале «Клятва». С 2020 по 2021 год играла главную роль Серры Йылдырым в телесериале «Моя левая половинка». Также сыграла в телесериалах «Один из нас» (2021, роль Хаввы Алада) и «Отец» (2022, роль Бюшры Саруханлы).
С 2019 года Ягыз встречается с актёром Гёкберком Демирджи, с которым она познакомилась на съёмках телесериала «Клятва».

## Фильмография
| Год       |    | Русское название                 | Оригинальное название                | Роль                      |
| --------- | -- | -------------------------------- | ------------------------------------ | ------------------------- |
| 2018      | с  | Ты назови                        | Adını Sen Koy                        | Зелиха                    |
| 2019—2020 | с  | Клятва                           | Yemin                                | Рейхан Тархун / Полат     |
| 2020—2021 | с  | Моя левая половинка              | Sol Yanım                            | Серра Йылдырым            |
| 2021      | с  | Один из нас                      | İçimizden Biri                       | Хавва Алада / Вильсон     |
| 2022      | мф | Мальчик-дельфин                  | Мальчик-дельфин                      | Мия                       |
| 2022—2013 | с  | Молот и роза: История Бехзата Ч. | Çekiç ve Gül: Bir Behzat Ç. Hikayesi | Сехер                     |
| 2022      | с  | Отец                             | Baba                                 | Бюшра Саруханлы / Карачам |
| 2023      | ф  | Другой вид любви                 | Başka Türlü Aşk                      | Дилек                     |
| 2023      | с  | Бытовая техника                  | Beyaz Eşya                           |                           |